# Košice Open 2010
Il Kosice Open 2010 è stato un torneo professionistico di tennis maschile giocato sulla terra rossa, che faceva parte dell'ATP Challenger Tour 2010. Si è giocato a Košice in Slovacchia dal 7 al 13 giugno 2010.

## Partecipanti

### Teste di serie
| Nazionalità | Giocatore             | Ranking* | Testa di serie |
| ----------- | --------------------- | -------- | -------------- |
| Rep. Ceca   | Jan Hájek             | 75       | 1              |
| Italia      | Fabio Fognini         | 92       | 2              |
| Spagna      | Rubén Ramírez Hidalgo | 120      | 3              |
| Spagna      | Óscar Hernández       | 121      | 4              |
| Kazakistan  | Michail Kukuškin      | 135      | 5              |
| Francia     | David Guez            | 136      | 6              |
| Romania     | Victor Crivoi         | 158      | 7              |
| Germania    | Dieter Kindlmann      | 162      | 8              |

- Ranking al 24 maggio 2010.

### Altri partecipanti
Giocatori che hanno ricevuto una wild card:
- Mateusz Kowalczyk
- Andrej Martin
- Miloslav Mečíř Jr.
- Martin Přikryl

Giocatori passati dalle qualificazioni:
- Alexander Lobkov
- Jan Minář
- Marek Semjan
- Artem Smyrnov

## Campioni

### Singolare
Rubén Ramírez Hidalgo ha battuto in finale  Filip Krajinović con il punteggio di 6–3, 6–2

### Doppio
Miloslav Mečíř Jr. /  Marek Semjan hanno battuto in finale  Ricardo Hocevar /  Caio Zampieri con il punteggio di 3–6, 6–1, [13]–[11]